# Municipio de Airport
El municipio de Airport (en inglés: Airport Township) es un municipio ubicado en el condado de San Luis en el estado estadounidense de Misuri. En el año 2010 tenía una población de 35821 habitantes y una densidad poblacional de 866,9 personas por km².

## Geografía
El municipio de Airport se encuentra ubicado en las coordenadas 38°44′58″N 90°21′47″O / 38.74944, -90.36306. Según la Oficina del Censo de los Estados Unidos, el municipio tiene una superficie total de 41.32 km², de la cual 41.31 km² corresponden a tierra firme y (0.03%) 0.01 km² es agua.

## Demografía
Según el censo de 2010, había 35821 personas residiendo en el municipio de Airport. La densidad de población era de 866,9 hab./km². De los 35821 habitantes, el municipio de Airport estaba compuesto por el 55.34% blancos, el 35.35% eran afroamericanos, el 0.27% eran amerindios, el 2.31% eran asiáticos, el 0.03% eran isleños del Pacífico, el 3.91% eran de otras razas y el 2.78% pertenecían a dos o más razas. Del total de la población el 6.81% eran hispanos o latinos de cualquier raza.